# Фініково
Фініково (рос. Финиково) — присілок Бокситогорського району Ленінградської області Росії. Входить до складу Самойловського сільського поселення.
Населення — 5 осіб (2003 рік). 